# Universität Zürich

Siegel der Universität Zürich

Die Universität Zürich (kurz UZH) ist eine Universität in Zürich, in der Schweiz. Mit rund 28'000 Studierenden (Stand: Herbst 2022) ist sie die grösste der zwölf Schweizer Universitäten.
Sie war im Jahr 1833 die erste von einem demokratischen Staatswesen gegründete Universität Europas und ist bis dato mit insgesamt dreizehn Nobelpreisträgern assoziiert.
Als Volluniversität vereint sie unter ihrem Dach alle klassischen Fakultäten: Theologie (TRF), Rechtswissenschaften (RWF), Wirtschaftswissenschaften (WWF), Medizin (MeF), Veterinärmedizin (VSF), Philosophie (PhF; Philosophische Fakultät, mit etwa 34 Prozent aller Studierenden die grösste Fakultät) und Mathematik-Naturwissenschaften (MNF).
Das im Jahr 1914 fertiggestellte Hauptgebäude der Universität befindet sich am Fuss des Zürichbergs, unmittelbar neben dem Sitz der ETH Zürich.

## Überblick

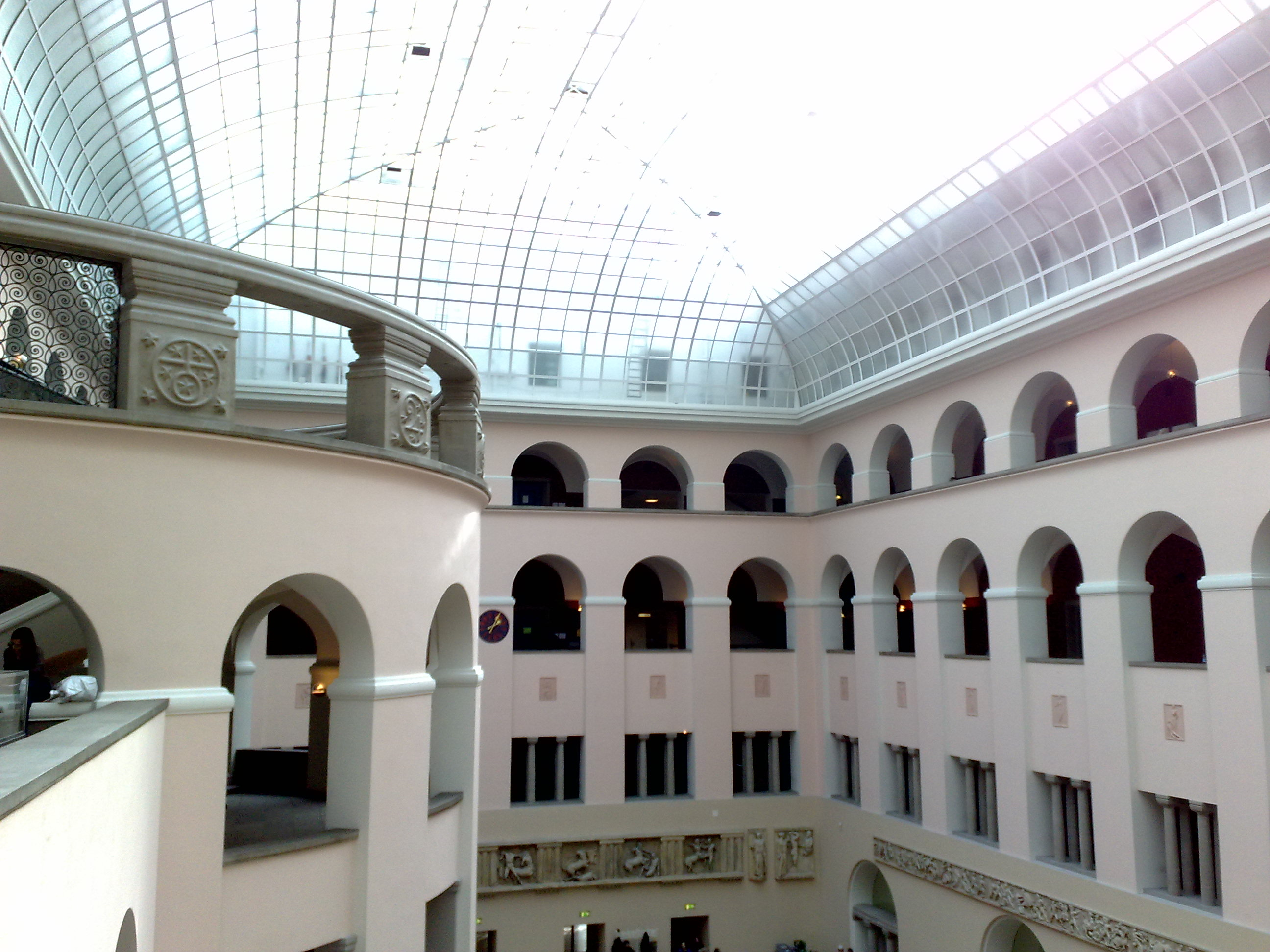
Lichthof Zentrum

Die Universität Zürich bietet neben eigenen Einrichtungen auch Zugang zu Archiven, Bibliotheken und Instituten der ETH Zürich sowie privater Institutionen. Ausserdem sind eine Reihe von Museen und Sammlungen innerhalb der Stadt Zürich, von der Anthropologie bis zur Zoologie, der Universität angegliedert, darunter das Völkerkundemuseum.

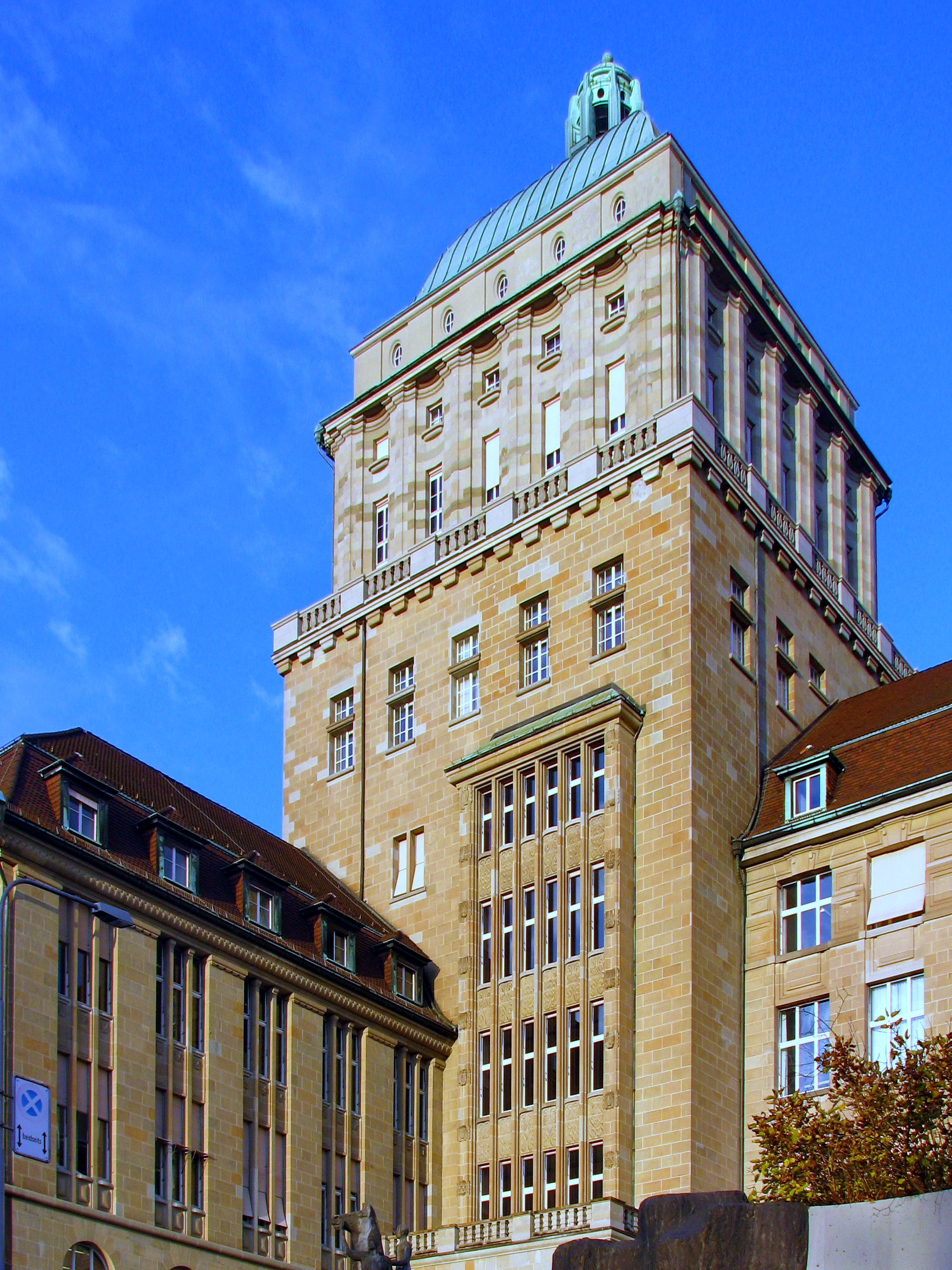
Hauptgebäude der Universität Zürich

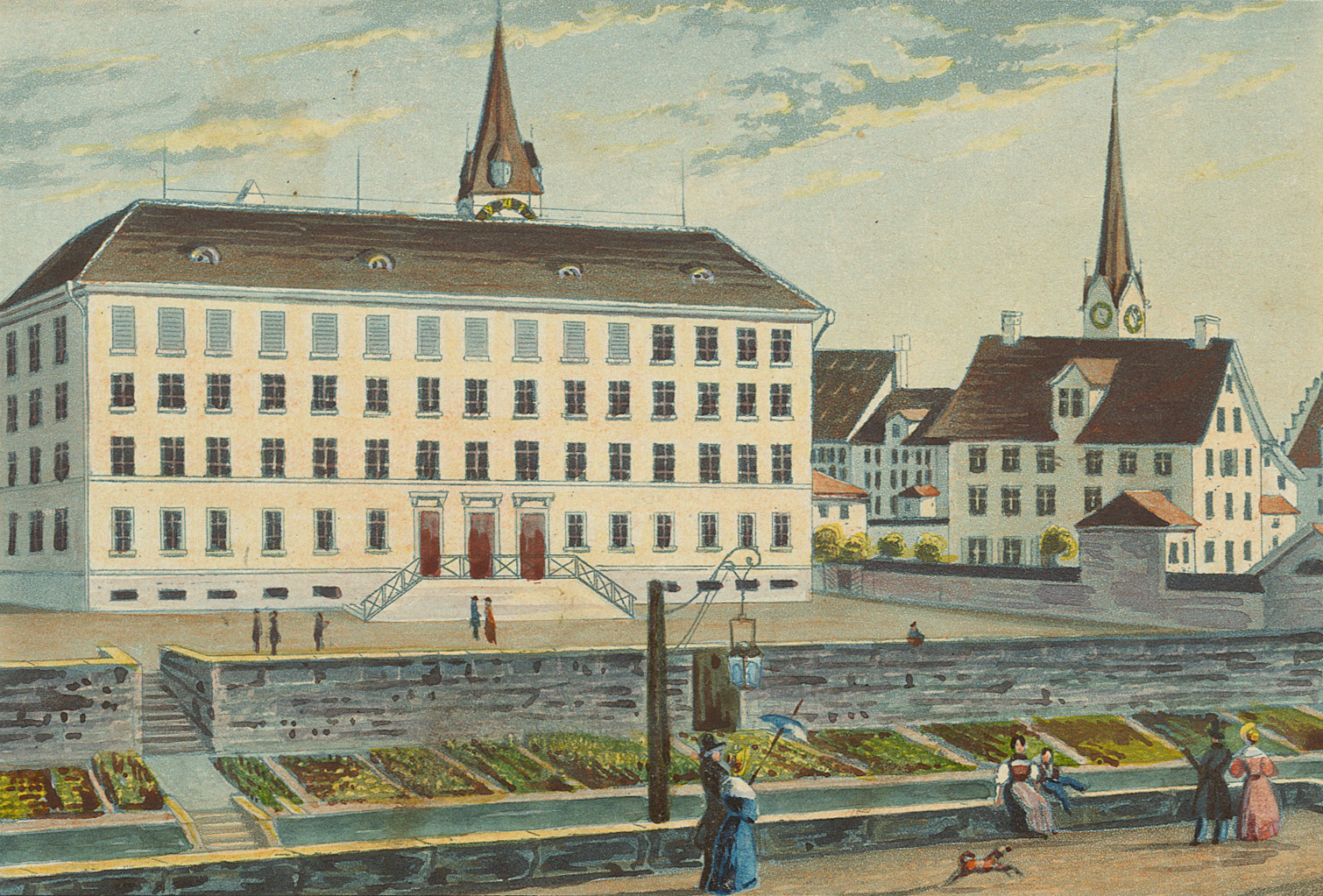
Erstes Gebäude am Fröschengraben 1838–1864

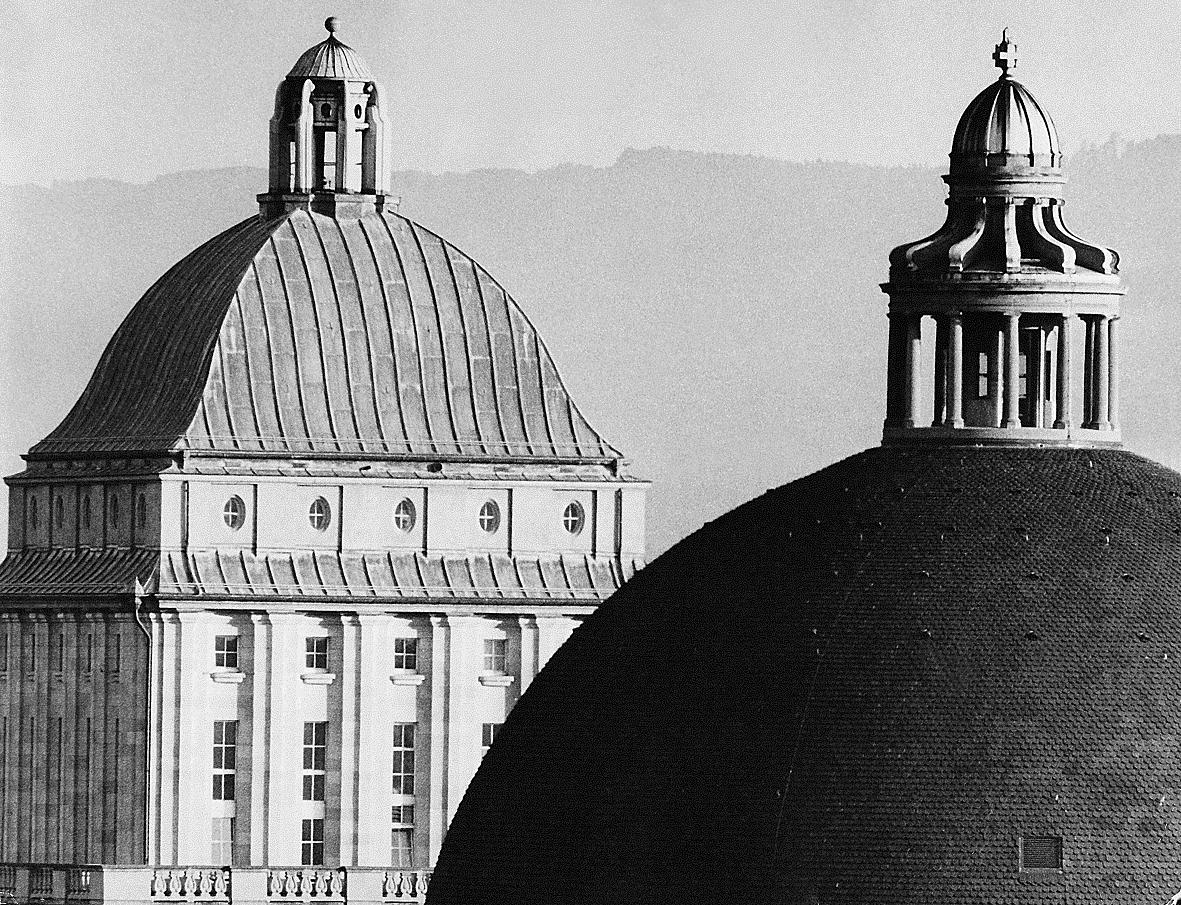
Turm der Universität (hinten links); rechts davor die Kuppel der ETH

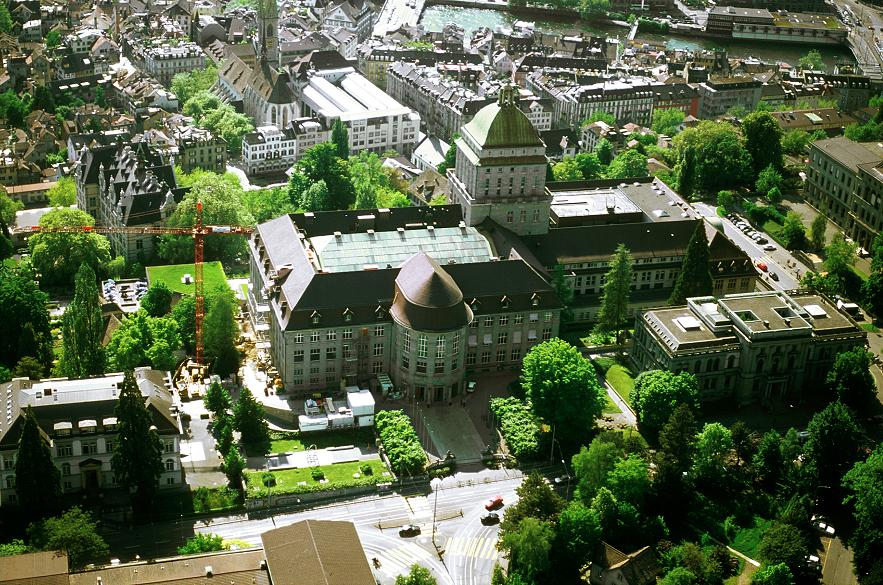
Kollegienhaus mit Blick auf die Stadt

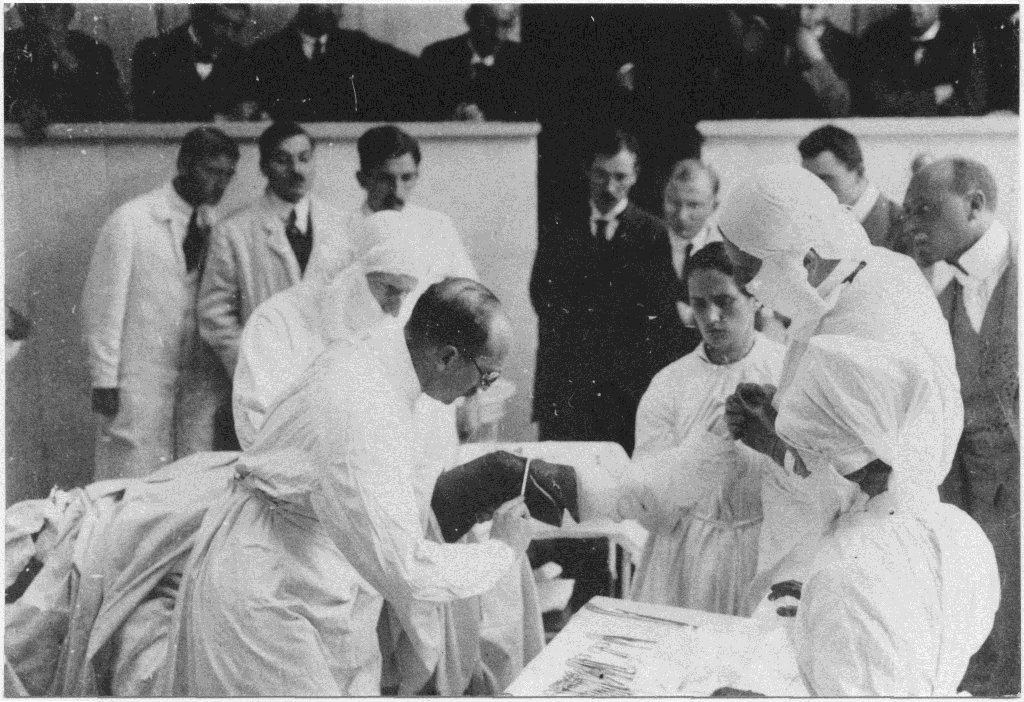
Ferdinand Sauerbruch beim Operieren im Hörsaal, um 1915

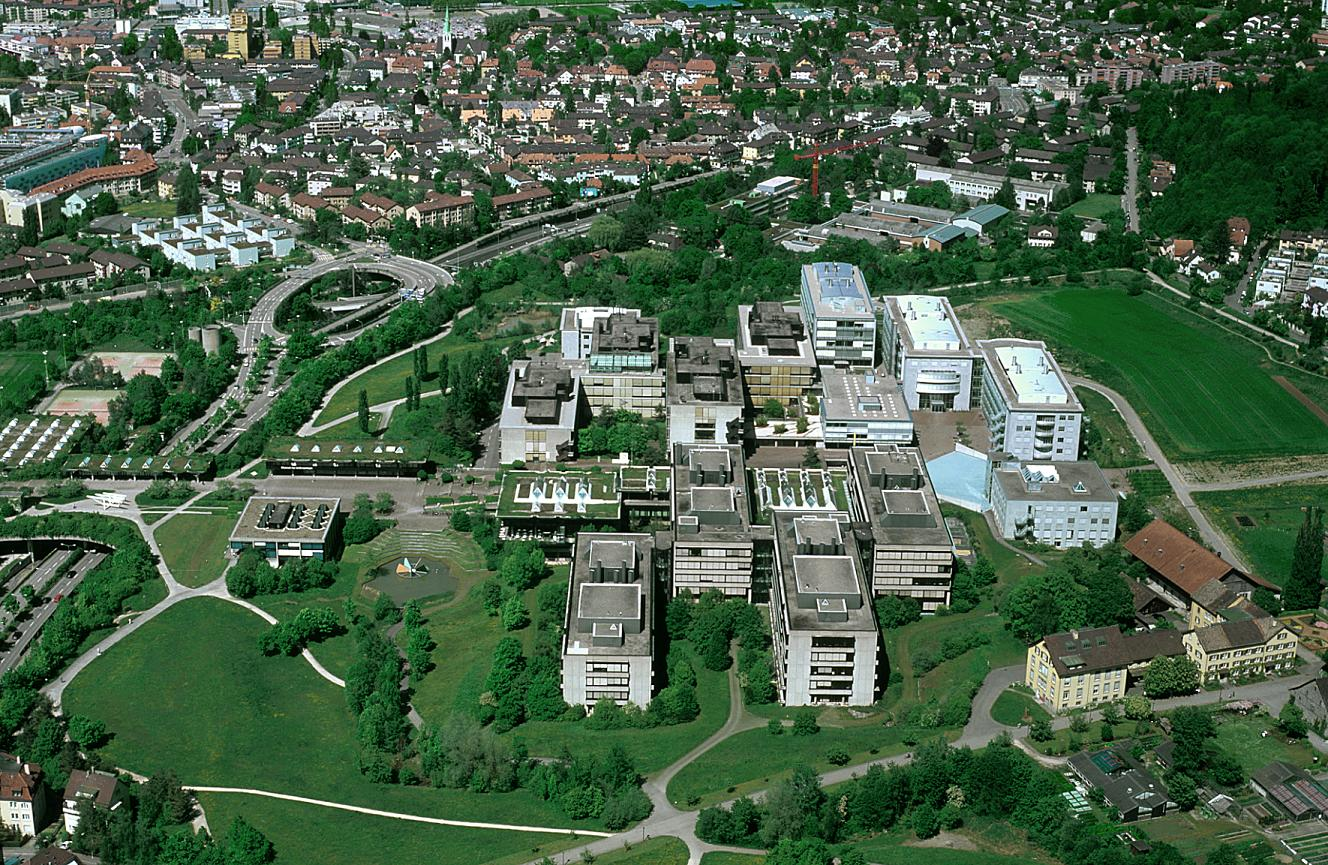
Campus der Universität Zürich-Irchel

Bekannt ist die Universität Zürich durch Forschungserfolge in der Molekularbiologie, der Hirnforschung und Anthropologie, durch die Tätigkeit der Psychiatrischen Universitätsklinik Zürich, des Universitäts- und des Tierspitals und durch ihr Bemühen, die Qualität der Lehre – zum Beispiel durch Einsatz von E-Learning – beständig zu verbessern.
Die Universität gehört zur League of European Research Universities (LERU) und zum Verbund Internationale Bodensee-Hochschule.

## Geschichte

### Gründung
Im Jahre 1832 beschloss der Regierungsrat des Kantons Zürich, in Zürich eine Universität zu gründen. Am 29. April 1833 war die Gründungsfeier. Die bereits bestehenden Höheren Schulen für Theologie (seit 1525), Jurisprudenz und Medizin wurden mit einer neu gegründeten Philosophischen Fakultät zur Universitas Turicensis zusammengefasst (Turicum ist der antike Name Zürichs). Die Höhere Schule für Theologie lässt sich bis zum Wirken Zwinglis zurück verfolgen. Am 19. Juni 1525 hatten die Geistlichen des fort bestehenden Chorherrenstifts unter der Leitung Zwinglis mit dem Studium des Buches Genesis begonnen, deshalb der Name Prophezei für diese Veranstaltungen. 1541 wurden diese Weiterbildungen um den Fächerkatalog Ethik, Naturphilosophie und Neues Testament erweitert. Nach einer Schulreform verfestigten sich die Vorlesungen zum Collegium Carolinum.
Die Universität Zürich war 1833 die erste Universität Europas, die von einem demokratischen Staatswesen gegründet wurde und nicht von der Kirche oder einem Landesfürsten. Sie wurde fast vierhundert Jahre nach der ersten Universität der Schweiz in Basel (1460) gegründet, die ihrerseits noch vor der Reformation durch eine päpstliche Bulle ins Leben gerufen worden war.
Das Siegel der Universität zeigt das Grossmünster mit Karl dem Grossen und bezieht sich damit auf die älteste höhere Schule in Zürich, das Collegium Carolinum.
Erster Sitz der Universität war 1835 das umgebaute «Hinteramt» des ehemaligen Augustinerklosters. Im ersten Semester waren 161 Studenten immatrikuliert (16 Theologie, 26 Jurisprudenz, 98 Medizin und 21 Philosophie), die von 26 Professoren und 29 Privatdozenten unterrichtet wurden. Im Jahre 1840 bereits wurden die ersten Frauen als Hörer an der Philosophischen Fakultät zugelassen. Damit nahm die Universität Zürich eine Pionierrolle hinsichtlich des Frauenstudiums im deutschen Sprachraum ein. 1859 wurde die Philosophische Fakultät in zwei Abteilungen aufgespalten, in eine mit philosophischer, sprachlicher sowie historischer Ausrichtung (phil. I) und in eine mathematisch-naturwissenschaftliche Abteilung (phil. II).

### Im Polytechnikum
Im Jahre 1864 zog die Universität aus Platzgründen in den Südflügel des neu errichteten Polytechnikums um. 1867 wurde mit Nadeschda Suslowa (1843–1918) die erste Frau im deutschen Sprachraum an der Medizinischen Fakultät der Universität Zürich promoviert; Marie Heim-Vögtlin (1845–1916) war die erste Schweizerin, die an der Universität Zürich das Studium der Medizin absolvierte, 1874 ihre Promotion ablegte und 1889 das erste Schweizer Frauenspital mit der angegliederten «Pflägi» (1901) gründete.
1883, fünfzig Jahre nach der Gründung, wurden 463 Studenten von 91 Dozenten (davon 37 ordentliche Professoren) betreut. 1901 wurde die Veterinärmedizinische Fakultät gegründet. Zusammen mit derjenigen der Universität Bern gilt sie als älteste veterinärmedizinische Fakultät der Welt.
1908 regelte ein Aussonderungsvertrag zwischen dem Kanton Zürich und dem Bund die Besitzverhältnisse zwischen der Universität und der ETH. Dadurch wurde die Zusammenlegung gemeinsamer Institute und Sammlungen ermöglicht. Im gleichen Jahr stimmten Stadt und Kanton Zürich in einer Volksabstimmung einem Neubau für die Universität zu.
Ab 1909 war Albert Einstein für zwei Jahre als Dozent für Theoretische Physik an der Universität Zürich tätig.

### Hauptgebäude Rämistrasse
1914 bezog die Universität ihr neues Hauptgebäude an der Rämistrasse. Dem Neubau und dem notwendigen Kredit hatten 1908 die Stimmberechtigten der Stadt und des Kantons Zürich in einer Volksabstimmung zugestimmt. 1917 wurde die Zentralbibliothek Zürich eröffnet, die gleichzeitig Stadt-, Kantons- und Universitätsbibliothek ist.
Im Jahre 1933, hundert Jahre nach der Gründung, zählte die Universität Zürich 2'033 Studierende.
1946 hielt Winston Churchill in der Aula der Universität Zürich seine bekannte Rede an die akademische Jugend der Welt. Die Rede gipfelte im bekannt gewordenen Aufruf an Europa: «Therefore I say to you: let Europe arise!»

Luftbild (1953)

### Universität Zürich-Irchel
Seit den 1950er Jahren nahm die Zahl der Studenten drastisch zu, und die Platzverhältnisse wurden immer knapper. 1962 schlug die Naturwissenschaftliche Fakultät vor, einen Teil der Universität in den Norden der Stadt zu verlegen. 1973 wurde mit den Bauarbeiten für die Universität Zürich-Irchel begonnen, die 1979 eingeweiht wurde (siehe auch: Irchelpark). In der Folge wurde der Campus Irchel schrittweise erweitert. 25 Jahre nach der Eröffnung suchten ihn rund 6000 Personen täglich auf.
1983, hundertfünfzig Jahre nach ihrer Gründung, zählte die Universität Zürich 15'000 Studierende. 1984 wurde die Universitätsleitung ausgebaut, indem das Rektorat zu einem Hauptamt aufgewertet und zwei Prorektorate geschaffen wurden. 1992 wurde die Rechts- und staatswissenschaftliche Fakultät in eine Rechtswissenschaftliche und eine Wirtschaftswissenschaftliche Fakultät aufgespalten.
Im Jahre 2016 wurde ein ganz der Muttermilchforschung gewidmeter Medizin-Lehrstuhl an der Universität Zürich geschaffen. Er ist der erste dieser Art weltweit.
Von 2024 bis 2033 werden hintereinander die Kantonsschule Zürich Nord, die Kantonsschule Rämibühl (MNG und RG) sowie die Kantonsschulen Enge und Freudenberg Gebäude auf dem Campus provisorisch als Ausweichstandort nutzen, während die Schulen renoviert werden.

### Neues Universitätsgesetz
1998 stimmten die Stimmberechtigten des Kantons Zürich dem neuen Universitätsgesetz zu. Damit wurde der Universität Zürich der Status einer eigenständigen Rechtspersönlichkeit zuerkannt. Innerhalb eines Globalbudgets kann sie seither eigenständig über ihre finanziellen Mittel verfügen und sich selbständig organisieren.
2004 wurde die vom Architekten Santiago Calatrava geplante Bibliothek des Rechtswissenschaftlichen Instituts eröffnet.
2008 feierte die Universität ihr 175-Jahr-Jubiläum.
Am 10. Oktober 2009 unterzeichneten die Aussenminister von Armenien und der Türkei in der Universität Zürich ein von der Schweiz vermitteltes Protokoll zur Aufnahme diplomatischer Beziehungen. Bundesrätin Micheline Calmy-Rey, die amerikanische Aussenministerin Hillary Clinton, der russische Aussenminister Sergei Lawrow, der französische Aussenminister Bernard Kouchner, der slowenische Aussenminister und Präsident des Ministerkomitees des Europarats Samuel Žbogar sowie der Generalsekretär des Rates der Europäischen Union Javier Solana wohnten der Zeremonie bei.
Im Herbstsemester 2009 waren erstmals mehr als 25'000 Studierende eingeschrieben. Im August 2010 wurde die Wirtschaftswissenschaftliche Fakultät der Universität Zürich mit dem amerikanischen Gütesiegel AACSB ausgezeichnet. Somit ist die Universität Zürich neben der Hochschule St. Gallen und der Universität Mannheim als einzige deutschsprachige Universität sowohl beim EQUIS als auch beim AACSB akkreditiert.
Anfang 2011 wurde eine Neuorganisation der Wirtschaftswissenschaftlichen Fakultät durchgeführt. Die ehemals acht Institute wurden zu vier neuen Instituten zusammengelegt (in Klammern der Name des Institutsdirektors): Betriebswirtschaftslehre (Dieter Pfaff), Volkswirtschaftslehre (Ernst Fehr), Banking und Finance (Thorsten Hens) sowie Informatik (Martin Glinz).
Die Studierenden der Universität Zürich sind von Gesetzes wegen seit dem 1. Oktober 2012 im Verband der Studierenden der Universität Zürich organisiert.

### Öffentliche Auseinandersetzungen
Seit Herbst 2012 fanden im Zusammenhang mit der Entlassung des Konservators des Medizinhistorischen Museums Christoph Mörgeli im Fall Mörgeli öffentliche Auseinandersetzungen statt, wobei es Ende Oktober 2013 zu einer weiteren Entlassung kam. Am 29. Oktober 2013 wurde die Entlassung von Iris Ritzmann, der stellvertretenden Direktorin des Medizinhistorischen Instituts der Universität Zürich, bekannt. Infolge dieser Kritik gab Andreas Fischer am 6. November 2013 seinen sofortigen Rücktritt als Rektor der Universität bekannt. Zu seinem Nachfolger war bereits im Juni 2013 der Molekularbiologe Michael Hengartner gewählt worden. Er trat sein Amt vorzeitig am 1. Februar 2014 an, in der Zwischenzeit leitete Prorektor Otfried Jarren die Universität interimistisch.
Nachdem die Universität im Februar 2014 einen Filter in Betrieb genommen hatte, der den Zugriff auf pornografische Internet-Inhalte erschweren sollte, kritisierte der Chaos Computer Club Zürich erstmals offen die Universität Zürich wegen ihrer Praxis der Netzzensur und warf ihr «Unfähigkeit im Umgang mit dem Cyberspace» vor. In der Folge zog die Universität die Massnahme weitestgehend zurück und setzte eine Arbeitsgruppe ein.

## Fakultäten
Die Universität hat sieben Fakultäten:
- Mathematisch-naturwissenschaftliche Fakultät
- Medizinische Fakultät
- Philosophische Fakultät
- Rechtswissenschaftliche Fakultät (Liste der Lehrstuhlinhaber)
- Theologische und Religionswissenschaftliche Fakultät
- Vetsuisse-Fakultät
- Wirtschaftswissenschaftliche Fakultät

## Open Science
Bereits 2004 unterzeichnete die Universität Zürich als erste Schweizer Hochschule überhaupt die «Berliner Erklärung» über den offenen Zugang zu wissenschaftlichem Wissen. Sie verpflichtete sich somit, die Prinzipien der Open-Science-Bewegung im universitären Alltag zu fördern.
Im Rahmen erster eigener Open-Access-Leitlinien bietet die Universität mit ZORA (Zurich Open Repository and Archive) zudem bereits seit Oktober 2006 einen kostenlosen und weltweiten Zugang zu den Forschungsergebnissen der Universität an.
Gemeinsam mit der ETH Zürich gründete die Universität Zürich 2017 das Citizen Science Center Zürich (CCCS). Das CCCS unterstützt die gemeinsame Durchführung von Forschungsprojekten durch Forscher und Öffentlichkeit. Damit möchte das Projekt die Zusammenarbeit zwischen Wissenschaft und Öffentlichkeit fördern, die wissenschaftliche Kompetenz der Teilnehmenden verbessern und das Vertrauen in die Wissenschaft stärken.
Seit 2018 nahm die Universität Zürich – im Rahmen der nationalen Open-Access-Strategie unter der Leitung von Swissuniversities – an Verhandlungen mit den drei Grossverlagen Elsevier, Springer Nature und Wiley teil. Ziel der 2021 abgeschlossenen Verhandlungen waren unter dem Namen DEAL bekannte Publish-and-Read-Verträge, die sowohl die freie Lektüre als auch die Publikation von Forschungsergebnissen im Open-Access-Format ermöglichen. Da die Universität parallel Verhandlungen mit weiteren Verlagen geführt hatte, stehen den Forschenden nun bereits fast 10'000 wissenschaftliche Zeitschriften zur Open-Access-Publikation zur Verfügung. Während im Jahr 2021 57,1 % aller Forschungsergebnisse der Universität Zürich im Open-Access-Format publiziert wurden, soll dieser Wert bis 2024 auf 100 % gesteigert werden.
Mit der am 28. September 2021 verabschiedeten Open-Science-Policy sollen die Prinzipien von Open Science in Zukunft als Norm im wissenschaftlichen Betrieb und in der Lehre der Universität etabliert werden. Unter anderem setzt die Policy Schwerpunkte in Kernbereichen der Open-Science-Bewegung wie beispielsweise in der Förderung der Replizierbarkeit von Forschungsergebnissen oder im Bereich von Open Data.

## Rankings
Bei den folgenden beiden Rankings wurde die gesamte Universität bewertet, dabei erzielte die Universität Zürich nach dem Times Higher Education World Universities Ranking Platz 26 in Europa und Platz 85 weltweit. 2024 gab die Universität Zürich bekannt, nicht mehr bei diesem Ranking mitzumachen. Newsweek bewertete die Universität Zürich als Platz 11 in Europa und Platz 46 im weltweiten Vergleich. Beim QS Ranking belegte die Universität Zürich im Jahr 2017 den Platz 73.
Ranking der Wirtschaftswissenschaftlichen Fakultät
Die Volkswirtschaftliche Fakultät der Universität Zürich wurde im Jahr 2009 vom Handelsblatt als beste im deutschsprachigen Raum gewertet. Die Betriebswirtschaftliche Fakultät erreichte im deutschsprachigen Raum den vierten Platz. Im europäischen Vergleich landete die Volkswirtschaftliche Fakultät gemessen am Forschungsoutput auf Platz 3 hinter der London School of Economics und dem University College London. Erklärtes Ziel ist es, in die internationale Spitzengruppe aufzuschliessen.

## Nobelpreisträger
Die Universität weist einige Nobelpreisträger auf, die hier promoviert oder gelehrt haben:
- Rolf M. Zinkernagel (* 1944), 1996 Nobelpreis für Medizin (Australian National University)
- Karl Alexander Müller (1927–2023), 1987 Nobelpreis für Physik (IBM)
- Walter Rudolf Hess (1881–1973), 1949 Nobelpreis für Medizin
- Lavoslav Ružička (1887–1976), 1939 Nobelpreis für Chemie
- Paul Karrer (1889–1971), 1937 Nobelpreis für Chemie
- Peter Debye (1884–1966), 1936 Nobelpreis für Chemie
- Erwin Schrödinger (1887–1961), 1933 Nobelpreis für Physik
- Albert Einstein (1879–1955), 1921 Nobelpreis für Physik
- Max von Laue (1879–1960), 1914 Nobelpreis für Physik
- Alfred Werner (1866–1919), 1913 Nobelpreis für Chemie
- Theodor Mommsen (1817–1903), 1902 Nobelpreis für Literatur
- Wilhelm Conrad Röntgen (1845–1923), 1901 erster Nobelpreisträger für Physik

## Auszeichnungen im Lehrbereich
- 2000: Medida-Prix für OLAT, Learning Management System[48]
- 2002: Medida-Prix für Ad fontes, Lernprogramm für das Quellenstudium im Archiv[49]
- 2004: Deutscher Bildungssoftwarepreis digita für Ad fontes[50]
- 2006: Medida-Prix für eCF – get involved in Corporate Finance[51][52]